# 可愛あみん
可愛 あみん（かわい あみん、1986年3月20日 - ）は、日本の元AV女優。

## 略歴・人物
2004年10月、AVデビュー。

## 出演作品
2004年
- Debut 〜デビュー〜（10月5日、プレステージ） ※デビュー作
- アイ-ボット（11月5日、プレステージ）
- ハジメテダカラデキルコト（12月3日、プレステージ）

2005年
- あふたぁすくぅる（1月8日、プレステージ）
- 本日入店 新人泡姫（2月5日、プレステージ）
- 「強淫陵辱・11」（3月4日、プレステージ）
- デジタルモザイク Vol.073（5月13日、MOODYZ）
- 癒らし。 VOL.6（7月1日、アウダースジャパン）
- 喉の奥までチンポをブチ込め! 〜涙・ヨダレ・嘔吐のイラマチオ〜（8月1日、ワンズファクトリー）
- 女子校生監禁凌辱 鬼畜輪姦 53（8月7日、アタッカーズ）
- あみん・オブ・ジョイトイ（9月20日、ネクストイレブン）
- プチ拘束SP 可愛あみん 強制連続エクスタシー（9月23日、激弾カーニバル）
- 美少女羞恥指令（10月1日、ワンズファクトリー）
- ギャルまんちょ 3 19歳のわがままな性欲と21歳の素直な性欲（10月19日、ドグマ）他出演:藍原夕妃
- Lustrous Sexy Girls BEST 1（11月15日、ラストラス） ※総集編
- 黒タイツ 女子校生の尻と脚とオマンコ スレンダー美脚あみん（12月1日、ワンズファクトリー）
- アーミー コスロリ（12月1日、ワンズファクトリー）他出演:萩原めぐ、RIRICO、小倉みなみ、長谷川ちひろ
- 体感ファック if... 38 あみんはアイドル女子高生（12月2日、桃太郎映像出版）

2006年
- Lustrous Sexy Girls 可愛あみんBEST 2（3月10日、ラストラス） ※総集編
- 女子校生監禁凌辱 鬼畜輪姦 60（4月7日、アタッカーズ）共演:月神サラ、琴野まゆか、秋山由香、桃咲あい、沙耶華
- 恥辱露出（6月1日、ワンズファクトリー）他出演:あんずさき、青木玲、桜このみ、菜月唯
- 素人オネギャルHEAVEN VOL.2（6月16日、ケイ・エム・プロデュース）他出演:あまみやゆう、松野しほ、山咲ちゆり ※レンタル作品
- 素人オネギャルHEAVEN4時間（8月25日、ケイ・エム・プロデュース）他出演:白鳥あきら、結城リナ、山本瞳子、速水怜、山咲ちゆり、聖瑛麻、松野しほ、白木彩、姫野杏、あまみやゆう、松永玲奈
- Beauty Style 10（9月25日、YeLLOW）
- GALS.18（10月5日、ドリームチケット）他出演:成城ねお、SARINA、若葉薫子
- 天使とボイン（10月6日、ゴーゴーズ）共演:咲月めい
- 生中出しコギャル 4時間（10月20日、BAZOOKA）他出演:まや、名波ゆら、山咲ちゆり、斉藤めぐみ、春名えみ、桜庭彩、若葉ひな、荒木りこ、飯島夏希
- 生中出しコギャル 2（10月27日、BAZOOKA）他出演:まや、名波ゆら、春名えみ ※レンタル作品
- Pure Love 女子高生レイプ白書（11月7日、アタッカーズ）共演:薫まい
- エロカワ素人痴女 4時間（11月17日、BAZOOKA）他出演:笠木あやか、名波ゆら、沢井真帆、あいら ほか
- GALCIR（12月1日、アイデアポケット）共演:MIMI、紅音ほたる、上村愛、姫野愛、藤井彩、常夏みかん、芹沢レイ、相原るる、あおば、なな、桜庭かなこ、葉月ゆり

2007年
- FELLATIO FESTIVAL 3（1月1日、アイデアポケット）他多数出演
- Pink Gals ［女豹ギャルズ］ New Typeのエロいギャル（2月15日、ドリームチケット）他出演:日向ありさ、Rin.、清原りょう
- ブルマっ娘しか見たくない! 4時間（4月6日、TMA）他出演:羽純、吉岡真希、加護範子、ひめのまゆ、川上さくら、田宮心美、天宮ゆず
- ギャルコレ! Neo 2（7月20日、ケイ・エム・プロデュース）他出演:杉本いく、山本瞳子、大石もえ、松野しほ ※レンタル作品
- ギャルコレ! Neo 4時間（7月20日、ケイ・エム・プロデュース）他出演:松島やや、松岡理穂、山本瞳子、野々宮りん、宮沢愛菜、水沢ダイア、杉本いく
- 騙し撮り女子○生 8（7月27日、I.B.WORKS）他出演:今井みすず、大貫かりん、彩芽はる
- ロリータ強制口内レイプ（9月14日、I.B.WORKS）他多数出演
- スクール水着 拘束 電マ 連続アクメ 2（12月28日、I.B.WORKS）他多数出演